# Головко, Елена Анатольевна
Елена Анатольевна Головко (укр. Олена Анатоліївна
Головко, 4 июня 1975, УССР, СССР) — украинская футболистка, выступавшая на позиции полузащитника.

## Карьера
Футбольную карьеру начала в 1994 году в клубе «Донецк-Рось», который выступал в Высшей лиге чемпионата Украины. В своём дебютном сезоне в «вышке» сыграла 18 матчей и отметилась двумя голами. В следующем году провела 14 матчей в Высшей лиге. На Кубке чемпионов Содружества 1996 её заметили в России и пригласили в Самару. В сезонах 1996-1998 гг. провела за ЦСК ВВС в Чемпионатах России 48 матчей и забила 4 мяча.
В 2002 году усилила «Харьковчанку», впоследствии клуб стал «Харьков-кондиционером», «Металлистом» и «Арсеналом». В 2006 году перешла в клуб «Жилстрой-1». В харьковских клубах выступала в течение 7 сезонов. Провела более 72 матчей и забила более 8 голов.

## Международная карьера
В 1997 году в составе сборной России провела два матча против сборных Швеции (0:2 — товарищеский матч) и Франции (1:3 — матч чемпионата Европы).
Выступая в розыгрыше Кубка УЕФА 2001/02 за команду «Кодру» забила гол в ворота «КСК» (Ереван) (счёт 9:0).
В 2005 году в составе сборной Украины участвовала в матче против сборной США (0:7 — товарищеский матч).

## Достижения

### командные
Чемпион страны (9)
Украины (7): 1994, 1995, 1999, 2003, 2004, 2006, 2008
России (1): 1996
Молдавии (1): 2000/01
Вице-Чемпион страны (5)
Украины (3): 2000, 2005, 2007
России (2): 1997, 1998
Обладатель Кубка страны (8)
Украины (7): 1994, 1999, 2003, 2004, 2006, 2007, 2008
Молдавии (1): 2000/01
Финалист Кубка страны (5)
Украины (4): 1995, 2000, 2002, 2005
России (1): 1996

### личные
По итогам сезона 1997 года включена в список «33 лучшие футболистки России».
Участница Чемпионата Европы 1997 года в составе сборной России.